# Mayetiola kaalae
Mayetiola kaalae är en tvåvingeart som först beskrevs av Hardy 1960.  Mayetiola kaalae ingår i släktet Mayetiola och familjen gallmyggor. Inga underarter finns listade i Catalogue of Life.